# Finn-Lukas Leun

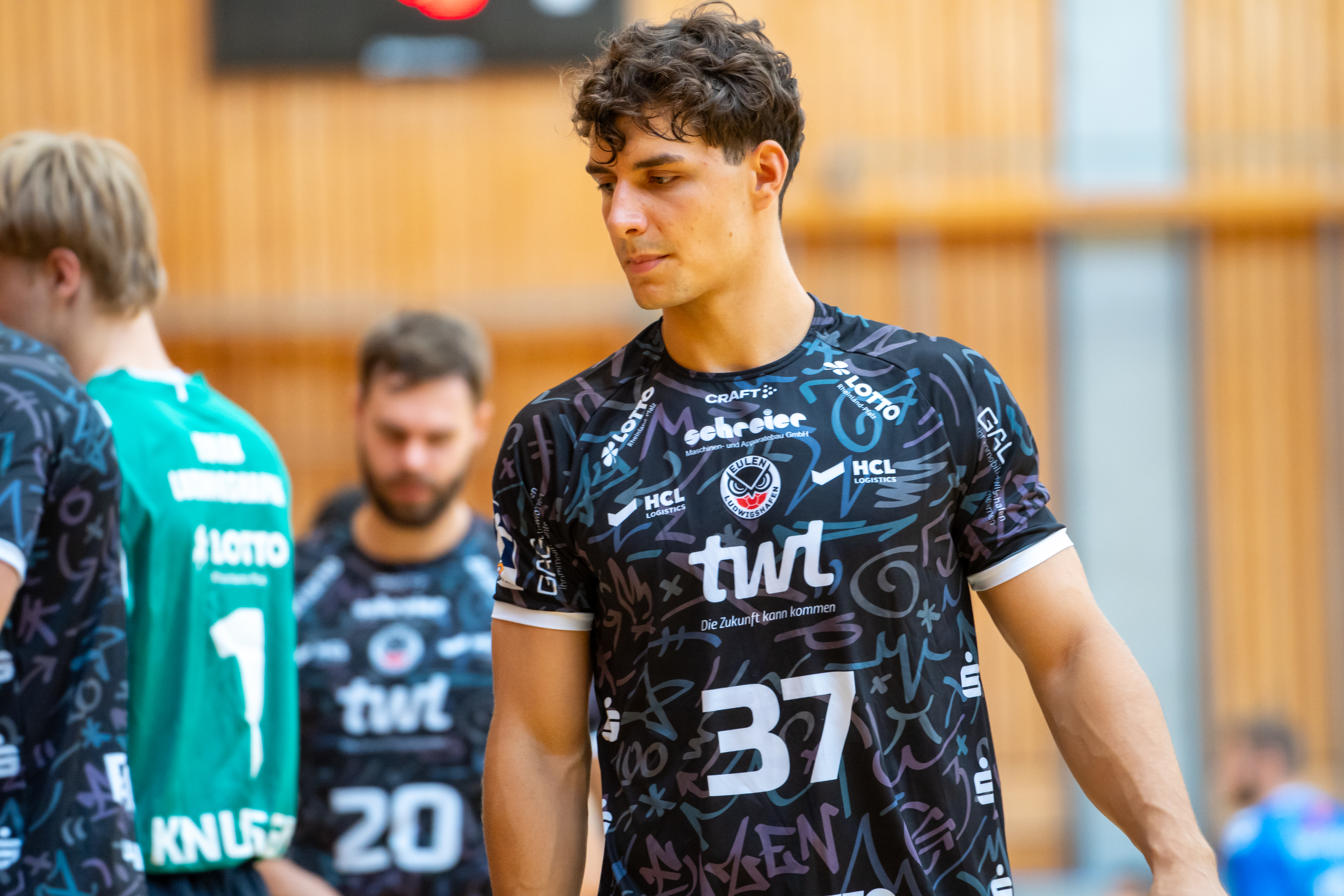
Finn-Lukas Leun 2024

Finn-Lukas Leun (* 11. Februar 2003 in Frankfurt am Main) ist ein deutscher Handballspieler. Er spielt auf der Position Rückraum rechts und steht bei den Eulen Ludwigshafen unter Vertrag.

## Karriere
Leun begann seine sportliche Laufbahn bei der TSG Oberursel. Später wechselte er zum Buxtehuder SV, wo sein Vater Dirk Leun als Trainer der Frauenmannschaft tätig war.
Seine weitere Ausbildung erhielt er in der Jugend des SC DHfK Leipzig. Im April 2021 unterschrieb er dort gemeinsam mit zwei weiteren Talenten seinen ersten Profivertrag, gültig bis 2024.
Zur Saison 2023/24 wechselte Leun zu den Eulen Ludwigshafen in die 2. Handball-Bundesliga. Der Wechsel erfolgte mit einem Doppelspielrecht, sodass er weiterhin auch für Leipzig spielberechtigt war. Ziel des Wechsels war mehr Spielpraxis auf hohem Niveau.

## Persönliches
Finn-Lukas Leun ist der Sohn des Handballtrainers Dirk Leun. Er hat einen Zwillingsbruder, Jakob-Jannis Leun, der ebenfalls professionell Handball spielt. Beide begannen gemeinsam mit dem Handball, entschieden sich aber für unterschiedliche Karrierewege.